# Гравере
Гравере, Ґравере (італ. Gravere, п'єм. Gravere) — муніципалітет в Італії, у регіоні П'ємонт,  метрополійне місто Турин.
Гравере розташоване на відстані близько 570 км на північний захід від Рима, 55 км на захід від Турина.
Населення — 687 осіб (2014).
Щорічний фестиваль відбувається 8 вересня. 

## Демографія
Населення за роками:

Станом на 1 січня 2023 року в муніципалітеті офіційно проживали 44 іноземці з 12 країн, серед них 18 громадян країн Євросоюзу.

## Сусідні муніципалітети
- Кьомонте
- Джальйоне
- Меана-ді-Суза
- Суза
- Уссо